# American Nightmare (gruppo musicale)
Gli American Nightmare (dal 2003 al 2004 Give Up the Ghost) sono un gruppo musicale statunitense formatosi nel 1998 a Boston.

## Storia del gruppo

### Gli inizi
La band si formò quando Tim Cossar e Wesley Eisold si incontrarono con Azy Relph e Jesse Van Diest nel 1998. Registrarono un demo l'anno successivo, seguito dal loro debutto con un 7" omonimo, pubblicato con l'etichetta Bridge Nine Records. La band a quel tempo si chiamava 'American Nightmare. Dopo diverso tempo passato in tournée, e dopo diversi cambi di formazione, la band pubblicò il secondo 7", The Sun Isn't Getting Any Brighter. Questi due 7" furono successivamente uniti in un unico album, Year One, pubblicato nel 2004.
Il loro debutto con un LP fu sotto l'etichetta Equal Vision Records nel 2001, ottenendo una buona accoglienza di pubblico. Nel 2003 la band intraprese una battaglia legale con un altro gruppo che aveva lo stesso nome (American Nightmare). La band fu costretta a cambiare nome e divenne dapprima A.N., poi American Nothing e infine Give Up the Ghost.
Il secondo album ufficiale, We're Down Til We're Underground, dimostra il tentativo della band di esplorare nuovi orizzonti musicali, tramite canzoni più lunghe che si discostavano dal classico hardcore punk vecchio stile. A questo album seguì un grande tour mondiale con band come Every Time I Die, My Chemical Romance e Avail.

### Lo scioglimento e la reunion
La band si sciolse nel giugno 2004, il giorno dopo aver cancellato il tour europeo. La ragione di questo scioglimento fu descritta come "problemi personali e di salute". Il successo di band come i Give Up the Ghost, insieme al successo di altre band come i The Suicide File, aiutarono la scena hardcore punk di Boston ad affermarsi ulteriormente. I membri della band si dedicarono ad altre collaborazioni, come Some Girls, XO Skeletons, Ye Olde Maids, Head Automatica, Bars e The Hope Conspiracy.
Nel 2011 la band ritorna in attività con il nome originario di American Nightmare. La Deathwish Inc. ristampa i loro due album in studio, e il gruppo, dopo alcune apparizioni dal vivo, nel 2017 firmano un contratto con la Rise Records per la pubblicazione del loro terzo lavoro, omonimo, avvenuta nel 2018.

## Discografia

### Album in studio
- 2001 - Background Music
- 2003 - We're Down Til We're Underground
- 2018 - American Nightmare

### Raccolte
- 2004 - Year One

### EP
- 2001 - American Nightmare
- 2001 - The Sun Isn't Getting Any Brighter
- 2003 - Love American
- 2003 - Live in London
- 2020 - Life Support

Demo
- 1999 - 4 Song Demo

## Formazione

### Formazione attuale
- Wes Eisold - voce
- Brian Masek - chitarra
- Jarvis "Josh" Holden - basso
- Alex Garcia-Rivera - batteria

### Ex componenti
- Tim Cossar - chitarra
- Jarrod Alexander
- Jesse Gustafson
- Frank Iero
- Nate Helm
- Azy Relph
- Jesse Van Diest
- Zachary Wilson
- Matt Woods
- Colin Kimble